# Cylindrosympodium variabile
Cylindrosympodium variabile är en svampart som först beskrevs av de Hoog, och fick sitt nu gällande namn av W.B. Kendr. & R.F. Castañeda 1990. Cylindrosympodium variabile ingår i släktet Cylindrosympodium och familjen Venturiaceae.   Inga underarter finns listade i Catalogue of Life.